# ناپلئون در حال عبور از آلپ

ناپلئون در حال عبور از گذرگاه سنت برنارد، نسخه اصلی (۲۶۱ × ۲۲۱ سانتی‌متر)

ناپلئون در حال عبور از گذرگاه سنت برنارد یا ناپلئون در حال عبور از آلپ (به فرانسوی: Le Premier Consul franchissant les Alpes au col du Grand-Saint-Bernard)، اثری است در سبک نئوکلاسیک از ژاک-لویی داوید که در سال ۱۸۰۰ میلادی، با تکنیک رنگ روغن بر روی بوم خلق شد.

## نسخه‌ها
داوید در طول سال‌های ۱۸۰۱ تا ۱۸۰۳ پنج نسخه از این تابلو را نقاشی کرد که با یکدیگر تفاوت‌هایی دارند:
- ردای ناپلئون در نسخهٔ اصلی (۲۶۰ × ۲۲۱ سانتی‌متر) نارنجی است. اسب ابلق (سفید و سیاه) است و تسمهٔ دور شکم اسب قرمز کمرنگ می‌باشد. همچنین چهره ناپلئون نسبتاً جوان نقاشی شده است. امضای آن بدین صورت است: L. DAVID YEAR IX

- در نسخهٔ موجود در کاخ شارلوتنبورگ آلمان (۲۶۰ × ۲۲۶ سانتی‌متر) ناپلئون ردایی قرمز رنگ به تن دارد و سوار بر اسبی فندقی است. تسمهٔ زیر شکم اسب خاکستری می‌باشد و خبری از تسمهٔ دور گردن اسب نیست. ناپلئون لبخند نامحسوسی بر لب دارد و رگه‌هایی از برف نیز بر روی زمین دیده می‌شود. این تابلو بدینگونه امضا شده است: L.DAVID YEAR IX

- در نخستین نسخهٔ موجود در کاخ ورسای (۲۷۲ × ۲۳۲ سانتی‌متر) اسب خاکستری خالدار است. تسمه زیر شکم اسب نیز آبی می‌باشد. منظره تیره‌تر و ناپلئون عبوس‌تر می‌باشد. این نسخه امضا نشده است.

- نسخه کاخ بلودر وین (۲۶۴ × ۲۳۲ سانتی‌متر) تقریباً مشابه نسخه اول کاخ ورسای است با این تفاوات که امضای J.L.DAVID L.ANNO X را بر خود دارد.

- در دومین نسخه کاخ ورسای (۲۶۷ × ۲۳۰ سانتی‌متر) اسب سیاه و سفید و تسمه زیر شکمش قرمز است. ردای ناپلئون قرمز-نارنجی و یقه‌اش مشکی است. پوشش دور کمر ناپلئون آبی کمرنگ است. همچنین وی در این تابلو پیرتر دیده می‌شود و موهایش کمتر است. مانند تابلوی شارلوتنبورگ لبخند نامحسوسی بر لب دارد. به نظر می‌آید که این نسخه پس از ۱۸۰۴ تکمیل شده است. امضای L.DAVID بر روی آن وجود دارد.

## نگارخانه

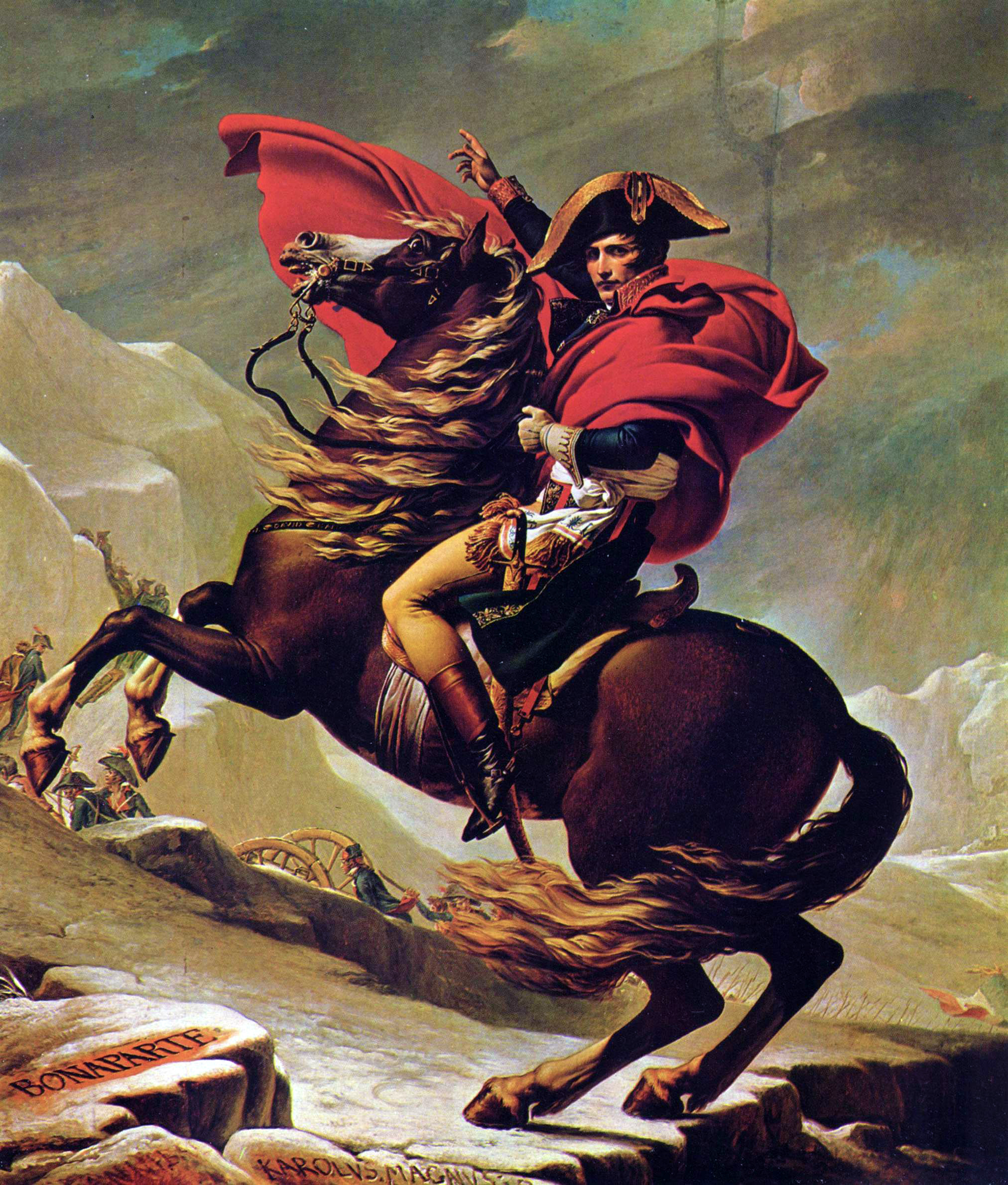
نسخهٔ موجود در کاخ شارلوتنبورگ
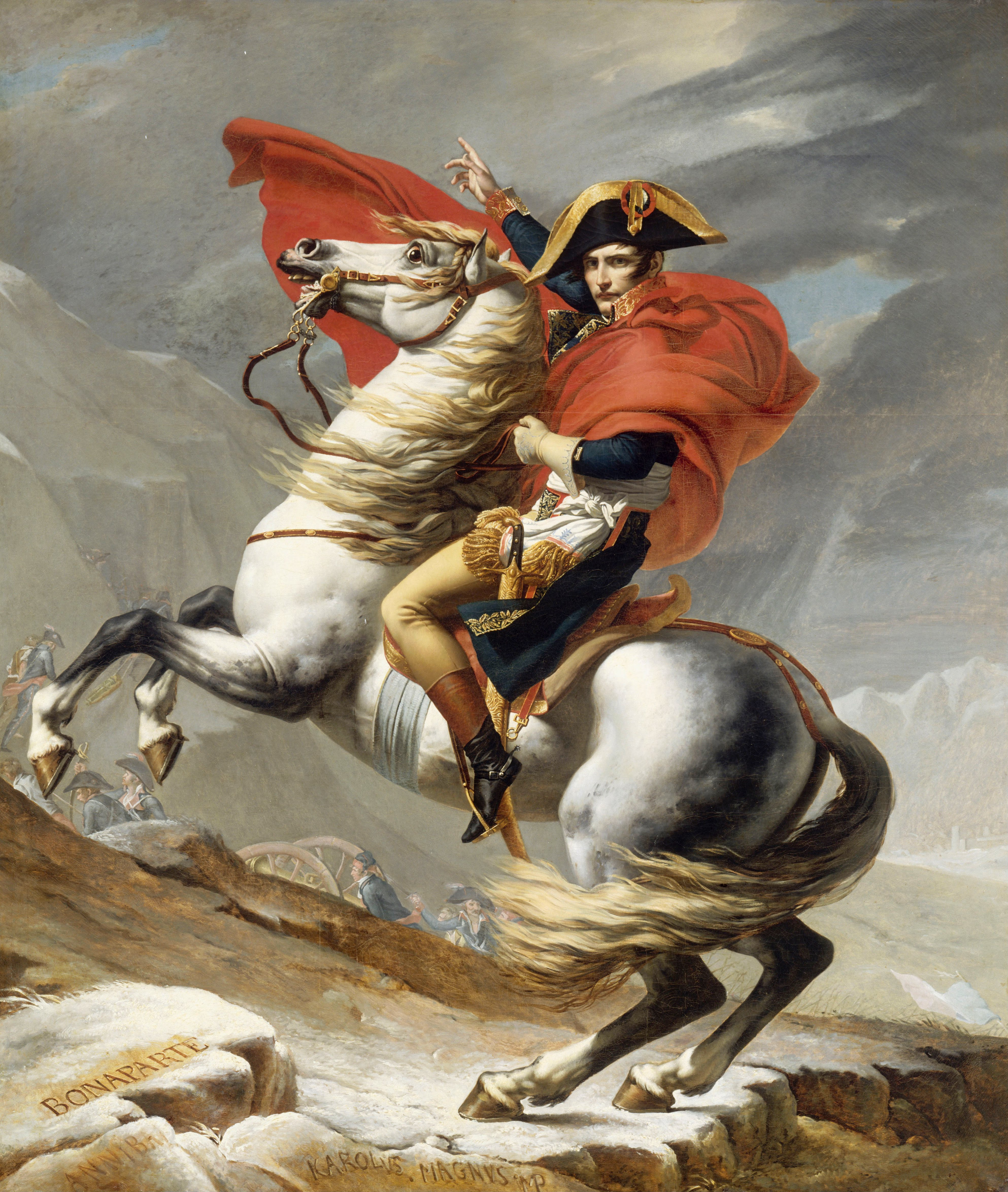
نخستین نسخه کاخ ورسای
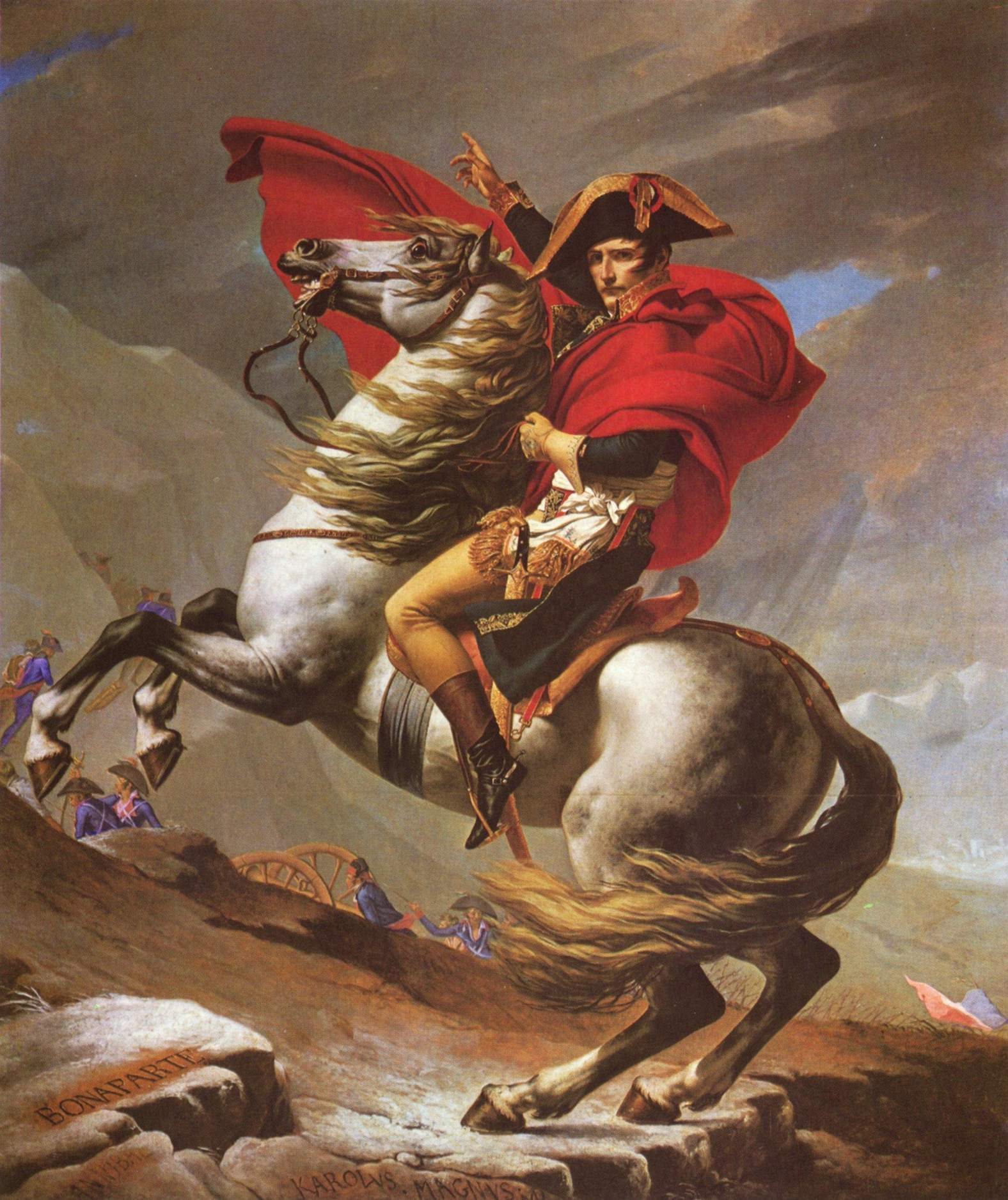
نسخهٔ موجود در کاخ بلورد وین
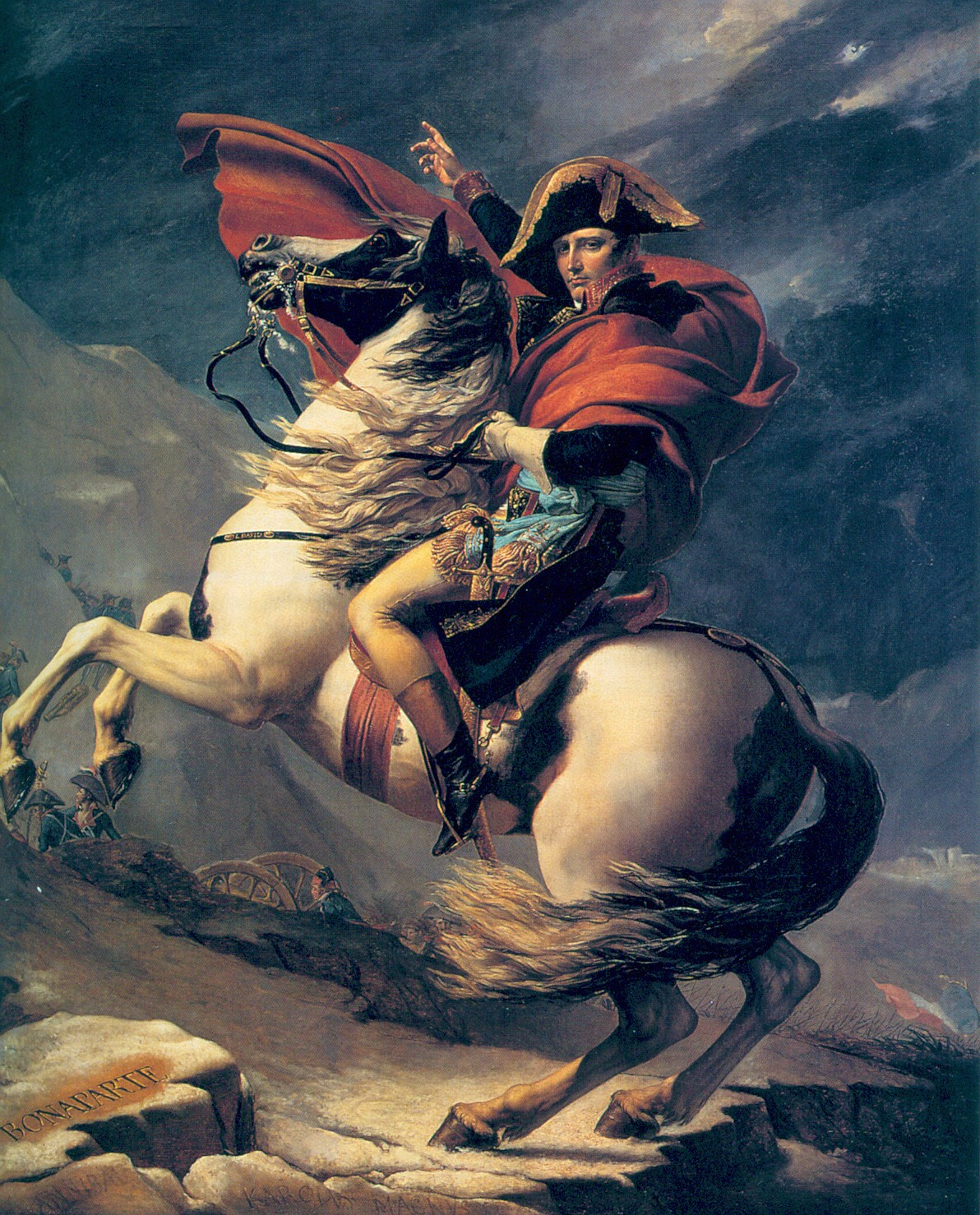
نسخهٔ دوم کاخ ورسای
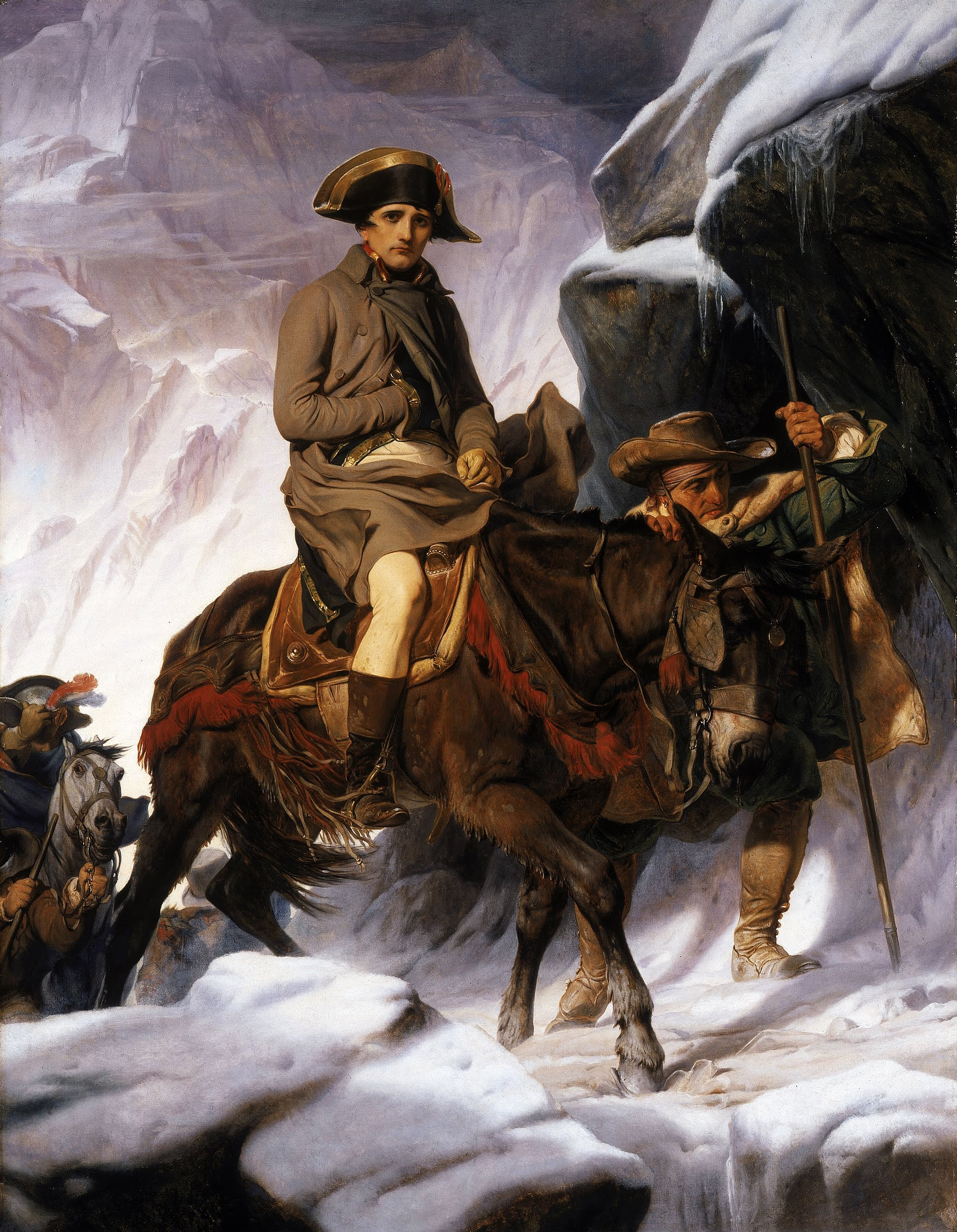
تابلوی ناپلئون در حال گذر از آلپ (۱۸۵۰) اثر پل دلاروش که تصویری واقع‌گرایانه‌تر از گذر ناپلئون از آلپ را نمایش می‌دهد
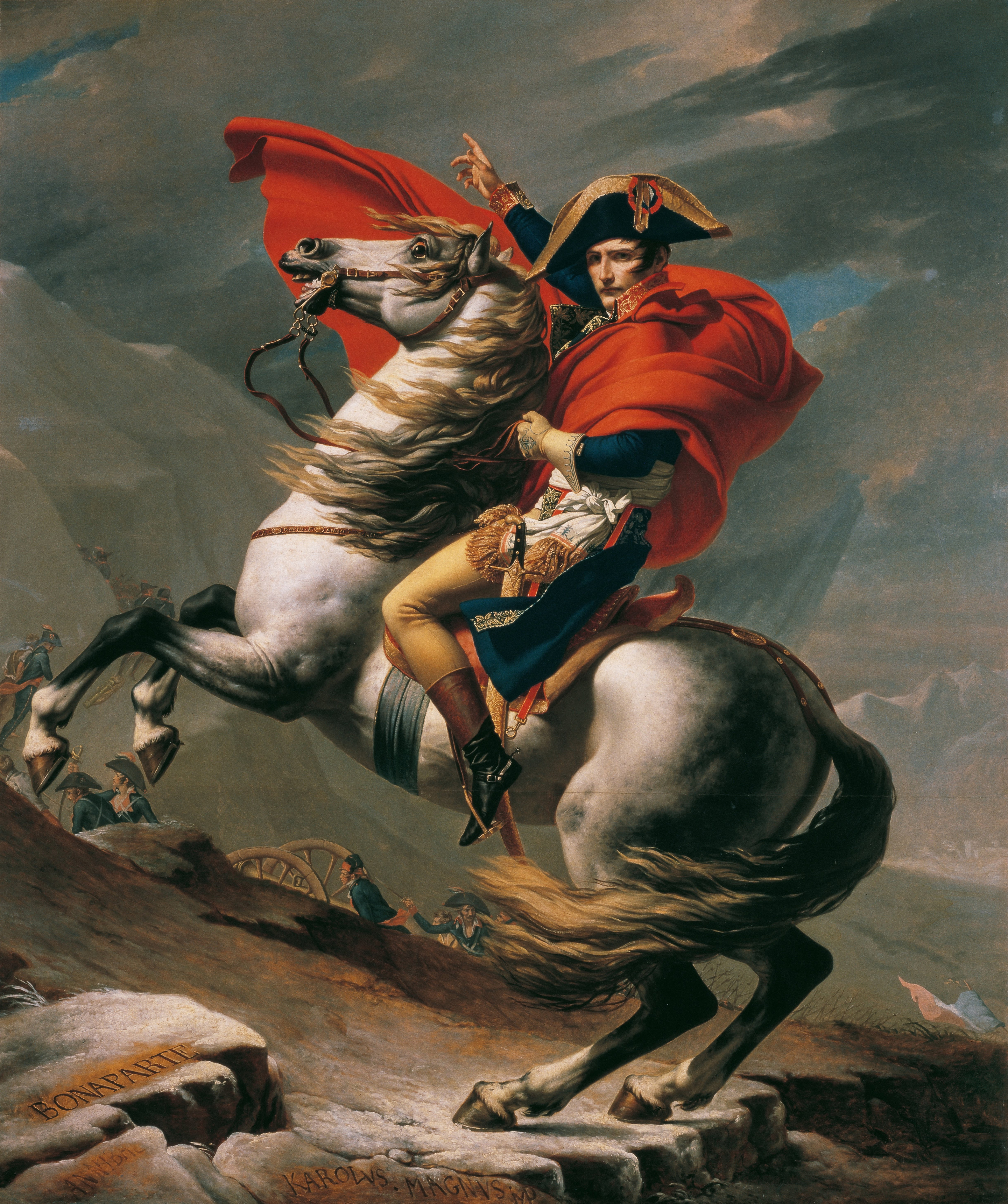
نسخهٔ موجود در بلودره، وین